# Augustibuller 2000
Augustibuller 2000 var den femte upplagan av musikfestivalen Augustibuller under 2000. Den hade 43 spelande band. Besökarantalet låg på 1 500 personer och festivalen hade fritt inträde. Detta år var det första när camping erbjöds för tillresta.

## Bandlista
| - Andreas & jag - Ape Grape - Auburn - Bombshell Rocks - Canis Lupus - Centinex - Charta 77 - Chickenpox - Coca Carola - Colubrids - E.G.O. - EP's Trailer Park - Eskobar - Farbror Arto - Isobel | - Jonas & Christer - Jimbob Convoy - Kapten Kermit - Langhorns - Last Caress - Malaise - Mimikry - Misconduct - Nowhere Fast - Pale - Pandemonium - Pineforest Crunch - Radio 69 - Relentless | - Reminder - Stjärnljus Thomas - The Rockets - The Strollers - The Surfin' Birds - Tony Rocky Horror - Ubba - The Upskirts - U.S.C.B. Allstars - Waterdog - Violet - Voice of a Generation - Wolverine - Xhale a.k.a. D.V.D.A. |

### Inställda band
- Rapid White Tentacle